# Джон Бърдж
Джон Греъм Бърдж (на английски: Jon Graham Burge) е американски военнослужещ и полицай (детектив от чикагската полиция), осъден престъпник.
Сдобина се с негативна слава поради полицейско насилие, след като от 1972 до 1991 г. е измъчвал над 200 заподозрени в престъпления с цел да провокира самопризнания. Има награди за службата си в Армията на САЩ, служил в Южна Корея и Виетнам, след което минава в запас и работи във военната полиция.
По-късно се връща в Саут Сайд, Чикаго, където започва работа като полицай. За методите на работа на Бърдж и подчинените му постъпват множество сигнали. Накрая, след стотици сходни доклади, губернаторът Джордж Райън на щата Илиной през 2000 г. обявява мораториум върху изпълнението на смъртни присъди, и спира екзекуциите през 2003 година.
През февруари 1982 г. няколко служители от чикагските правоохранителни органи са простреляни. Това се случва в Полицейска зона № 2, където командва детектив Бърдж и той извършва арести и разследвания, при които обвиняемите твърдят, че са измъчвани. Това води до разследване на неговите действия. Няколко обвиняеми правят самопризнания, но макар отначало да са осъдени, впоследствие са оправдани или помилвани. Бърдж е разследван за методите си на получаване на самопризнания, но е оневинен, тъй като резултатът е раздвоено жури. След повторен процес през 1989 г. отново е оправдан. Въпреки това през 1991 г. е отстранен от Полицейското управление на Чикаго, а през 1993 г., след като Комисията за преразглеждане на Полицейското управление отсъжда, че наистина е употребил мъчения, е уволнен.
След уволнението му се надигат гласове за преразглеждане на присъдите, при които той е свидетелствал. През 2002 г. специален прокурор започва разследването. Преразглежданията, които струват 17 милиона долара, показват наличие на нередности, но поради изтекла давност не пораждат действия. Няколко присъди са отменени, други са върнати за преразглеждане, трети са потвърдени. Всички затворници от Илинойс, които очакват изпълнение на смъртни присъди, получават намаления на присъдите. Четири от жертвите на Бърдж са помилвани от губернатор Райън и по-късно предприемат съвместно дело в Американския районен съд в район „Север“ на Илиной срещу град Чикаго, отделни полицейски служители, окръг Кук и няколко щатски прокурора. През 2007 г. е постигнато споразумение на стойност 19,8 милиона долара. Делата срещу окръг Кук и други окръжни прокурори обаче продължават (данни към юли 2008 г.) През октомври 2008 г. окръжният прокурор Патрик Фитцджералд арестува Бърдж по обвинение във възпрепятстване на правосъдието и лъжесвидетелстване в гражданско дело по отношение на твърденията за мъчение (изтезаване) от негова страна. Бърдж е провъзгласен за виновен по всички обвинения на 28 юни 2010 година. Получава присъда от 4,5 години във федерален затвор, която излежава от 21 януари 2011 г. до октомври 2014 година.
|  | Тази страница частично или изцяло представлява превод на страницата Jon Burge в Уикипедия на английски. Оригиналният текст, както и този превод, са защитени от Лиценза „Криейтив Комънс – Признание – Споделяне на споделеното“, а за съдържание, създадено преди юни 2009 година – от Лиценза за свободна документация на ГНУ. Прегледайте историята на редакциите на оригиналната страница, както и на преводната страница, за да видите списъка на съавторите. ВАЖНО: Този шаблон се отнася единствено до авторските права върху съдържанието на статията. Добавянето му не отменя изискването да се посочват конкретни източници на твърденията, които да бъдат благонадеждни. |